# Іконописна школа Києво-Печерської лаври
Іконописна школа Києво-Печерської Лаври здавна була центром давньоруського та українського живопису. Її Започаткував Аліпій Печерський на початку XII ст.

## Історія
Згідно з літописами і Києво-Печерським Патериком іконописна і малярська майстерня Києво-Печерської лаври була заснована наприкінці 11 ст. й невдовзі стала визначним центром іконопису Київської Русі. Фахова художня школа виникла тут, однак, лише наприкінці 17 ст. У зв'язку з цим інколи історію майстерні поділяють на два періоди: «до» і «після», проте для цього немає достатніх підстав. Києво-Печерська лавра ще з часів Київської Русі була осередком і іконопису, і малярства. Одним із перших її майстрів був печерський чернець Алімпій, котрий, імовірно, брав участь у розписі новозбудованої Великої церкви Печерської (Успенського собору) і водночас навчався техніки фрескового живопису в грецьких майстрів, які прибули до Києва з Візантії 1083 року. Грецькі майстри працювали разом із давньоруськими іконописцями над внутрішнім оздобленням собору аж до його освячення 1089 року. У 1951 році на території Києво-Печерської лаври поблизу Успенського собору археологи розкопали залишки давньої майстерні з виготовлення смальти для мозаїки. Про високий рівень давньоруського мистецтва в лаврі свідчать, зокрема, створені Алімпієм ікони, що збереглися дотепер, — «Свенська (Печерська) Богоматір з майбутніми "Антонієм і Феодосієм» і «Ярославська Оранта» (обидві перебувають у зібранні Третьяковської галереї в Москві, РФ), а також твори інших майстрів, наприклад, мініатюри до Київського Псалтиря 1397, рельєфний триптих «Богоматір з Антонієм і Феодосієм» (1470).
Як школа живопису майстерня почала діяти від кінця 17 ст., з нею була пов'язана творчість видатного українського гравера Антонія (Тарасевича).
У лаврській малярні 17 ст. працювали ченці-малярі й навчалися учні-«молодики». У різні роки майстерню очолювали: Іван (Максимович) і Феоктист Павловський (1724-1744), Алімпій Галик (1744-1755), італійський художник В. Фредериче (з 1755), Захарій Голубовський (з 1763). Навчання проводилося в ізольованих келіях, учні та ченці-іконописці були відокремлені одні від одних. У 1763 спеціально організована об'єднана лаврська малярня змінила такий «келійний» характер майстерні.
Майстерня мала свою систему художнього навчання. Учнями школи були представники різних соціальних прошарків суспільства — духовенства, міщан, селян. На першому ступені навчання вони опановували можливості зображення рослин, природних ландшафтів, тварин, людей. На другому — виконували станкові іконописні роботи і займалися монументальним розписом. Збереглися численні навчальні малюнки учнів лаврської майстерні й роботи її викладачів, виконані в 1-й половині 18 ст., зокрема естампи, серед яких чимало портретів визначних церковних і політичних діячів. Нині ці роботи становлять неабияку культурну та наукову цінність, є своєрідною енциклопедією тогочасного українського живопису. Так само куншти (кужбушки, кунштбухи; куншт — малюнок, картинка) на релігійні сюжети, що створювалися в майстерні з кінця 17 ст., віддзеркалюють особливості всієї української графіки та живопису тієї епохи.
Про високу вправність іконописців майстерні свідчать визначні пам'ятки українського монументального живопису. Протягом багатьох століть Києво-Печерська лавра зазнавала численних нападів ворогів, пожеж і руйнувань, але щоразу храми та церкви відбудовували й наново розписували. Так, після пожежі 1718 Свято-Успенський собор було відновлено в 1724-1731, а в 1734-1744 поновлено розписи Троїцької надбрамної церкви. У розписах екстер'єру Троїцької церкви брав  участь один із найкращих лаврських майстрів  Алімпій (Галик).
У 1772-1776 лаврські іконописці разом із найбільш обдарованими учнями майстерні відреставрували живопис Свято-Успенського собору. За 5 років роботи тут попрацювали більш як 40 майстрів, серед них: П. Боличевський, С. Гаращенко, С. Горох, О. Рунецький, Г. Тесленко, Я. Дяченко, А. Соколовський та ін.
З 1860 майстерню очолив академік А. Рокачевський. 
У XIX ст. в Петербурзі вже діяла Академія мистецтв. В Україні, уславленій своїми художниками, роль такого навчального закладу фактично виконувала Лаврська іконописна школа. З іконописною школою пов'язані імена відомих митців, таких як Микола Мурашко та Іван Їжакевич.
Після капітального ремонту церкви Всіх Святих у 1906 розпочалися роботи з розпису її інтер'єрів. У них під керівництвом Івана Їжакевича брали участь 24 художники, з яких 12 були учнями монастирської художньої школи.
За радянської влади стався занепад майстерні, в реставраційних підрозділах створеного на території лаври в 1926 історико-культурного заповідника (нині Національний Києво-Печерський історико-культурний заповідник) підтримувалися лише деякі її традиції.
З відновленням монастиря в 1988 розпочався новий етап в історії майстерні, її фахівці працюють, зокрема, на реставрації лаврських храмів.

## Будівля іконописної майстерні

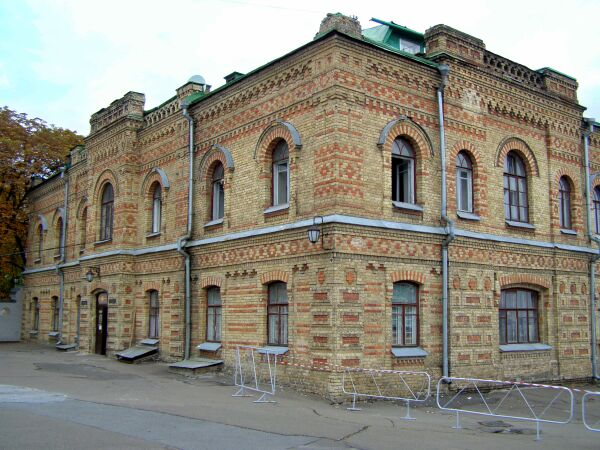

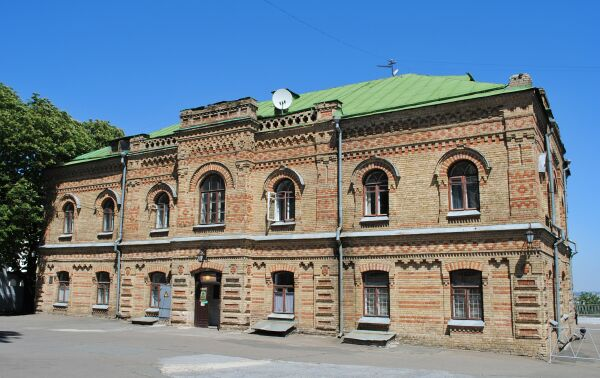

Будівля іконописної майстерні — пам'ятка архітектури XIX ст., збудована у 1880-1883 для монастирської іконописної школи за проектом академіка архітектури В. І. Сичугова.
Будівля розташована на плато верхньої Лаври за Трапезною церквою.  Іконописні майстерні розміщувались на другому поверсі, на першому була ключня.
Після революції 1917 в будівлі розміщувалася малярна школа Народної освіти України.
В теперішній час в будинку розташовані творчі майстерні Спілки художників України.
Двоповерхова будівля в плані прямокутна. Оформлена декоративно-фігурною кладкою та плоским орнаментом з жовтої та червоної цегли. Майстерня має мансарду, вбудовану в конструкцію даху.

## Іконописці
- Аліпій Печерський
- Ааронський Федір Іванович
- Буряковський Максим Семенович
- Галик Алімпій
- Голубовський Захарій
- Горошенко Степан
- Данилевський Микола
- Маляренко Грицько
- Павловський Феоктист
- Рогуля Петро
- Ціховський Павло